# James Kirkpatrick (hockey sur gazon)
Pour les articles homonymes, voir Kirkpatrick.
James Kirkpatrick est un joueur de hockey sur gazon canadien évoluant au poste de milieu de terrain / attaquant au West Vancouver FHC et avec l'équipe nationale canadienne.

## Biographie
James est né le 29 mars 1991 à Victoria dans la province de Colombie-Britannique.

## Carrière
Il a été appelé en équipe nationale première en 2021 pour concourir aux Jeux olympiques d'été à Tokyo, au Japon,.

## Palmarès
- : 2e à la Coupe d'Amérique U21 en 2012
- : 2e aux Jeux panaméricains en 2019
- : 3e à la Coupe d'Amérique en 2022